# Chipre otomano
Chipre otomano refere-se ao período de domínio do Império Otomano a Chipre. O Vilaiete de Chipre foi criado em 1571, e alterou o seu estatuto com frequência. Foi um sanjaco do Vilaiete do Arquipélago entre 1660 e 1703, e novamente de 1784 em diante; um feudo do grão-vizir (1703-1745 e 1748-1784), e novamente um vilaiete durante um curto período 1745 a 1748.
Durante o período de domínio da República de Veneza, os turcos realizaram incursões e atacaram a população de Chipre à vontade. Em 1489, durante o primeiro ano de controle veneziano, os otomanos atacaram a Península de Karpas, pilhando e fazendo reféns para venda como escravos. Em 1539, a frota turca atacou e destruiu Limassol. Nesta situação, os venezianos fortificaram Famagusta, Nicósia e Cirênia.
Em 1570, uma escala total de assalto com 60 000 tropas otomanas trouxe a ilha sob domínio turco-otomano, apesar de forte resistência por parte dos habitantes de Nicósia e Famagusta. Cerca de 20 000 nicósios foram condenados à morte, e todas as igrejas, edifícios públicos, e palácios foram saqueados.  A elite latina anterior foi destruída e a primeira mudança demográfica significativa desde a Antiguidade ocorreu quando os janízaros otomanos foram assentados na ilha.
Os otomanos aboliram o sistema feudal anteriormente em vigor e aplicaram o sistema de millet para Chipre, em que os não-muçulmanos eram governados por suas próprias autoridades religiosas. Em uma inversão desde os tempos de domínio latino, o chefe da Igreja Ortodoxa de Chipre foi investido como líder da população grega de Chipre e atuou como mediador entre os cristão cipriotas gregos e as autoridades otomanas. O Chipre sob o Império Otomano foi, por vezes, indiferente, às vezes opressivo, dependendo do temperamento dos sultões e das autoridades locais, e durante este período a ilha caiu em declínio econômico.
Em 1828, o primeiro presidente da Grécia moderna Ioannis Kapodistrias, cujos antepassados maternos eram os cipriotas gregos, reivindicou a união de Chipre com a Grécia, e numerosas revoltas menores ocorreram. A reação ao desgoverno otomano provocaram levantes por ambos os lados, pelos gregos e cipriotas turcos, embora nenhuma deles foi bem sucedido. Em 1872, a população da ilha havia subido para 144 mil composto por 44.000 muçulmanos e 100.000 cristãos. Os séculos de negligência por parte dos turcos, a pobreza implacável da maioria das pessoas, e os cobradores de impostos sempre presente alimentaram o nacionalismo grego, e pelo século XIX, a ideia da Enosis (ou união) com a Grécia recém-independente estava firmemente enraizada entre cipriotas gregos.
Na sequência da Guerra russo-turca de 1877-1878 e do Congresso de Berlim, Chipre foi arrendado ao Império Britânico, que de facto assumiu a sua administração em 1878 (embora, em termos de soberania, manteve-se um de jure território otomano até 1914, juntamente com o Egito e o Sudão) em troca de garantias que a Inglaterra iria usar a ilha como uma base para proteger o Império Otomano contra uma possível agressão russa. A ilha serviria a Grã-Bretanha como uma base militar fundamental em suas rotas coloniais.